# 熊谷組
株式会社熊谷組 （くまがいぐみ）は、日本の準大手ゼネコンの1社である。本社は東京都新宿区に置き、登記上の本店は福井県福井市に置いている。

## 概要
北陸発祥の準大手ゼネコンである。新宿野村ビルディングなど日本国内で数多くの超高層建築を手がけている。そして世界最高層ビル「台北101」 （ドバイのブルジュ・ハリーファ完成により世界第2位の高さ）の施工を中心に行い、香港の街にそびえ建つ中国銀行タワーなど、海外工事における実績も目立つ。
また、日本最大級の規模となる徳山ダムを手がけるなど大型土木工事が定評。特にトンネル工事には高い技術力と実績を有し、青函トンネル、黒部トンネル、関電トンネル、関門トンネル、天王山トンネル、関越トンネルなどの最難関工事にも携わってきた。そのため業界では「トンネルの熊さん」と呼ばれている。また、リニア中央新幹線の山梨県での実験線を施工している。また大深度地下に建設するシールドトンネルで初弾となる北品川工区、岐阜県と名古屋をつなぐ第一中京圏トンネルでは、岐阜県可児市を通る大森工区をNATM工法で掘削中。

## 沿革
1938年1月、飛島組から独立し株式会社熊谷組が創設。熊谷三太郎が社長、二男の熊谷太三郎 （飛島組の元取締役）は副社長、牧田甚一が専務 （のち3代目社長）となった。
1940年に三太郎が会長、太三郎が二代目社長となり、太三郎の息子熊谷太一郎 （四代目社長）と二代目前田又兵衛 （前田正治） （太三郎同様に飛島組の取締役だった初代前田又兵衛は前田建設工業の創業者）の娘が結婚している。太三郎は戦後福井市長として空襲と震災で大きな被害を受けた福井市の再建に努める。更に会長となった太三郎は、福井県を地盤に自由民主党の参議院議員となり、科学技術庁長官と原子力委員会の委員を務め、1兆円事業である高速増殖炉もんじゅの建設を推進。福井の若狭湾沿岸を「原発銀座」と呼ばれる地帯に一変させ、原子力発電所建設により一躍、北陸の中小ゼネコンから日本の準大手ゼネコンとなった。太三郎は北陸で群を抜く長者番付1位を保ってきた。
1980年代は海外工事に関しては日本の首位を独走する売上高1兆円を上回る建設会社であり、完成工事高、経常利益も上位5社内に常時入っていたが、バブル崩壊後は海外資産・不動産投資・債務保証が裏目に出て経営危機に陥った。
主要銀行の住友銀行 （当時）を始めとする各行の債権放棄 （2000年12月に債務免除4300億円、2003年10月に債務免除他3000億円）などによって従業員数も最盛期の3分の1に減らし、五代目松本良夫の指揮のもと老舗建設会社としての再建を達成した。
大型土木工事、ビル・大型施設の建設が中心で、2005年4月に熊谷組と飛島建設が合併する予定だったが、双方の計画性の食い違いや合理性がないことから白紙に戻された。なお、舗装部門の子会社については両社の合弁企業 （後に完全子会社化、現・ガイアート）に移行している。
2012年12月から、技能労働者の処遇改善と労働者の離職・若年入職者減少を防止し建設産業の持続的な発展に必要な人材を確保することを目的に『熊谷マイスター制度』を新たに制定。
2014年9月に、優先株式を全て処理し、バブル崩壊後以来の経営再建に一つの区切りをつけた。また、技術開発が進み、特許数においてはゼネコンで第7位の結果となった。
2015年現在においては、アベノミクスや東京オリンピック特需、リニア新幹線の影響により長らく続いていた厳しい経営状態から大きく脱却している。営業利益については、スーパーゼネコンである鹿島建設を上回る161億円を計上し、中堅ゼネコンの中でもトップクラスの数字を誇るまでに業績が改善された。また、リニア中央新幹線のトンネル受注の期待を受け、株価も急上昇した。
2020年、経済産業省と東京証券取引所が選出する、女性活躍推進に優れた企業として顕彰される「なでしこ銘柄」に初選出された。

### 年表
- 1898年（明治31年）1月 - 福井県にて創業。
- 1938年（昭和13年）1月 - 株式会社になる。
- 1964年（昭和39年）1月 - 東京営業所を東京本社に改称。
- 1970年（昭和45年）4月 - 東京証券取引所2部上場。
- 1971年（昭和46年）2月 - 東京証券取引所1部指定替え。
- 2017年（平成29年）11月 - 大手住宅・建材メーカーである住友林業と資本業務提携。これに伴い、相互株式持ち合いと共に前者による同社の持分法適用会社となる[3]。
- 2018年（平成30年）1月 - 創業120周年。

## 歴代経営者
- 初代社長　熊谷三太郎（1938年～1940年）
- 二代社長　熊谷太三郎（1940年～1967年）
- 三代社長　牧田甚一　（1967年～1978年）
- 四代社長　熊谷太一郎（1978年～1997年）
- 五代社長　松本良夫　（1997年～2000年）
- 六代社長　鳥飼一俊　（2000年～2005年）
- 七代社長　大田　弘　（2005年～2013年）
- 八代社長　樋口　靖　（2013年～2018年）
- 九代社長　櫻野泰則　（2018年～2024年）
- 十代社長　上田　真　（2024年～）

## 事業所
- 東京本社（新宿区）
- 福井本店（福井市）
- 首都圏支店（本社と同じ所在地）
- 関西支店（大阪市）
- 名古屋支店（名古屋市）
- 東北支店（仙台市）
- 九州支店（福岡市）
- 北海道支店（札幌市）
- 中四国支店（広島市）
- 四国支店（高松市）
- 北陸支店（金沢市）
- 国際支店（本社と同じ所在地）
- 技術研究所（つくば市）
- その他海外拠点（香港、台湾、ベトナム、スリランカ、ミャンマー）

## グループ会社
- 株式会社ガイアート
- ケーアンドイー株式会社
- テクノス株式会社
- テクノスペース・クリエイツ株式会社
- 株式会社ファテック
- 株式会社テクニカルサポート
- シーイーエヌソリューションズ株式会社
- 華熊営造股份有限公司

## 主な施工実績
トンネル
- 青函トンネル - 青森県、北海道
- 黒部トンネル - 富山県
- 関電トンネル - 富山県、長野県
- 関門トンネル - 山口県、福岡県
- 恵那山トンネル - 長野県、岐阜県
- 埼玉高速鉄道埼玉戸塚トンネル - 埼玉県
- つくばエクスプレス寿トンネル - 東京都
- 主寝坂道路新主寝坂トンネル - 山形県
- 首都圏中央連絡自動車道宝生寺トンネル - 東京都
- 新東名高速道路 浜松トンネル西 - 静岡県
- 箕面有料道路箕面トンネル - 大阪府
- 涌波トンネル - 石川県
- 安芸府中トンネル - 広島県
- 九州新幹線玉名トンネル - 熊本県
- 東北新幹線三本木原トンネル - 青森県

鉄道・道路・橋梁・空港
- 半蔵門線清澄工区 - 東京都
- みなとみらい線元町・中華街駅 - 神奈川県
- 北陸新幹線糸魚川駅 - 新潟県
- 東北新幹線米沢路盤 - 岩手県
- 湯島駅新御茶ノ水駅間補修 - 東京都
- つくばエクスプレスみらい平駅 - 茨城県
- 東京湾アクアライン - 神奈川県

- 岩倉大橋 - 和歌山県
- 名港西大橋（名港トリトン） - 愛知県
- 中能登農道橋（ツインブリッジのと） - 石川県
- 明石海峡大橋 - 兵庫県
- 来島大橋 - 愛媛県
- 宮の杜大橋 - 石川県
- シドニー・ハーバー・トンネル - オーストラリア
- バンコク地下鉄 - タイ
- デリー地下鉄 - インド
- イースタン・ハーバー・クロッシング・トンネル - 香港
- カップスイムン橋 - 香港
- 江門外海大橋 - 中国
- 仙台空港新旅客ターミナルビル - 宮城県
- 関西国際空港LCC専用ターミナル - 大阪府
- 中部国際空港管制塔 - 愛知県
- 阪急京都本線摂津市駅 - 大阪府

建築物
- AOSSA - 福井県
- アパホテル&リゾート東京ベイ幕張（日本最高層ホテル）- 千葉県
- 石川県立音楽堂 - 石川県
- ウララ - 茨城県[4]
- 永平寺聖宝閣 - 福井県
- 釈迦山大菩提寺 - 京都府
- 国立国際医療センター - 東京都
- サンドーム福井 - 福井県
- 新宿野村ビルディング - 東京都
- せんだいメディアテーク - 宮城県
- 福井県庁舎 - 福井県
- 福井県立恐竜博物館 - 福井県
- 東京都庁都議会議事堂 - 東京都
- 都道府県会館 - 東京都
- マンダム本社ビル - 大阪府
- ナディアパーク・デザインセンタービル - 愛知県
- 今治城・鉄御門 - 愛媛県
- 新潟競馬場 - 新潟県
- 東京大学新領域創成科学研究科棟 - 千葉県
- 東北大学未来情報産業研究館 - 宮城県
- 日本大学文理学部図書館 - 東京都
- 立命館大学の衣笠・BKCの複数の校舎 - 京都府、滋賀県
- 立命館宇治高等学校 - 京都府
- 台北101 （高さ世界第2位） - 台湾
- 中国銀行タワー - 香港
- メルボルンセントラル・ショッピングセンター - オーストラリア

ダム
- 大滝ダム - 奈良県
- 萱瀬ダム - 長崎県
- 九谷ダム - 石川県
- 徳山ダム - 岐阜県
- 小山ダム - 茨城県
- 坂本ダム - 高知県
- 真喜屋ダム - 沖縄県
- 大山ダム - 大分県

## スポーツ
かつては野球部から森永勝也、江本孟紀、佐藤和弘、波留敏夫、遠藤政隆らプロ野球選手を輩出し、バスケットボール部もタイトルを獲得したことがある。
- 熊谷組野球部（社会人野球チーム、1994年休部）
- 熊谷組ブルーインズ（バスケットボール部、1994年休部）
- 熊谷レッドソックス（1947年のプロ野球チーム）

## 不祥事

### 御徒町トンネル陥没事故
1990年（平成2年）1月22日、東北新幹線の御徒町トンネル工事中に、工事で使用していた圧縮空気が地上へ大量に噴出し、 上部を通っていた御徒町駅付近の春日通り（都道453号線）が陥没し、通行人や車両が巻き込まれ、17名が負傷した。
この工事は、随意契約により熊谷組が請け負ったものであった。その後のJR東日本の調査で、トンネル掘進時に補助工法として施工した薬液注入工の注入不足が原因であったことが明らかになった。
この事件については、上野労働基準監督署が1990年10月16日に関係各所の強制捜査（捜索差押）を行い、1990年12月に熊谷組と同社上野作業所長を労働安全衛生法違反容疑で書類送検、警視庁・上野警察署も業務上過失致死傷罪で書類送検した。1991年12月25日、東京簡易裁判所は熊谷組と同社上野作業所長に対して各罰金30万円の略式命令を出した。

## 提供番組
- ジャンクSPORTS（フジテレビ系列、2022年10月 - ）[注釈 1]
- 奇跡体験!アンビリバボー（フジテレビ系列、木曜→水曜、曜日枠移動後も継続）

## CM出演者
- 川口春奈（2022年7月 - ）